# あんぐりー・ブギ
「あんぐりー・ブギ」とは、1982年8月 - 9月、NHK『みんなのうた』で放送された楽曲である。作詞：實川翔、作曲：野田晴彦、編曲：黒住憲五、歌：東京少年少女合唱隊。

## 概要
父と母が怒った時のエピソードを子どもがブギウギに合わせて歌った曲。『みんなのうた』で使用されたアニメ映像は、月岡貞夫が製作を担当した。アニメでは擬人化された猫の子供が、父と母にイタズラして怒られている様子が描かれている。長らく再放送されてなかったが、2016年8月に初めて再放送された。再放送では曲冒頭のタイトル画面に初回放送時のものが使用されたが、映像はデジタルリマスター化された。